# Little Birds (serie de televisión)
Little Birds es una serie de televisión británica de drama, creada por Sophia Al Maria, que se estrenó en Sky Atlantic y NOW TV el 4 de agosto de 2020. Basada en la novela del mismo nombre de 1979 de Anaïs Nin, una colección de relatos eróticos, entrelaza historias de amor y deseo con dramas personales e intrigas políticas, en un contexto único de hedonismo y conflicto. La serie es protagonizada por Juno Temple, en el papel de Lucy Savage.

## Sinopsis
Little Birds está ambientada en Tánger, Marruecos, en 1955, en la famosa «zona internacional», uno de los últimos reductos de la decadencia colonial y un choque cultural en más de un sentido para la problemática debutante estadounidense Lucy Savage. Lucy desea llevar una vida poco convencional, libre de la jaula social en la que se ha mantenido y, junto con el propio Tánger, se encuentra en la cúspide de lograr una independencia dolorosa pero necesaria.

## Elenco y personajes

### Principales
- Juno Temple como Lucy Savage
- Yumna Marwan como Cherifa Lamour
- Raphael Acloque como Adam Abaza
- Hugh Skinner como Hugo Cavendish-Smyth
- Jean-Marc Barr como el Secretario Pierre Vaney
- Rossy de Palma como la Condesa Mandrax
- Nina Sosanya como Lili von X
- David Costabile como Grant Savage
- Amy Landecker como Vanessa Savage
- Matt Lauria como Bill
- Kamel Labroudi como Leo
- Fady Elsayed como Aziz
- Alexander Albrecht como Frederic

### Secundarios
- Bárbara Fernandes como Esther Mandrax
- Lara Véliz como Dita Mandrax
- Pep Tosar como Zefzaf
- Mia Soteriou como Mama Zorba
- Alexander Albrecht como Frederic
- Malia Conde como Gigi
- Fady Elsayed como Aziz
- Théo Costa-Marini como Corbeau
- Jimmy Smallhorne como Courier
- André Refig como El Sirocco Singer
- Bella Agossou como Fifi
- Linda Thorson como Gladys Savage
- Día de Simon Paisley como Dr. Maxwell
- Farah Hamed como Shawafa
- Farah Touati como Mujer religiosa
- Edward Anderson como Steward
- Tamara Plá Vera como Hamid
- Aliyah Sesay como Mai
- Hania Amar como Fatima
- Meena Rayann como Khadija
- Greg Canestrari como Capitán
- Akira Koieyama como Masato
- Kuran Dohil como Mujer luna de miel
- Keaton Lansley como Compañero pasajero
- Danny Ashok como Male Honeymooner
- Iker Mazuelos como Kid
- Julius Cotter como Sex Tourist
- Abdelhakim Khali como Djellaba
- Yanira Vázquez como Chaqueta
- Hassan El Jehebak como Camarero

## Episodios
| N.º | Título      | Dirigido por  | Escrito por                    | Fecha de emisión original |
| --- | ----------- | ------------- | ------------------------------ | ------------------------- |
| 1   | «Episode 1» | Stacie Passon | Sophia Al Maria                | 4 de agosto de 2020       |
| 2   | «Episode 2» | Stacie Passon | Sophia Al Maria                | 4 de agosto de 2020       |
| 3   | «Episode 3» | Stacie Passon | Sophia Al Maria                | 11 de agosto de 2020      |
| 4   | «Episode 4» | Stacie Passon | Sophia Al Maria                | 18 de agosto de 2020      |
| 5   | «Episode 5» | Stacie Passon | Sophia Al Maria & Stacey Gregg | 25 de agosto de 2020      |
| 6   | «Episode 6» | Stacie Passon | Sophia Al Maria                | 1 de septiembre de 2020   |

## Producción

### Desarrollo
En febrero de 2019, Sky Atlantic ordenó la producción de la serie, siendo producida por Warp Films, con Stacie Passon dirigiendo a partir de un guion de Sophia Al-Maria. La serie se emitirá en Sky Atlantic en el Reino Unido y en Sky en España. Anne Nikitin compuso la música de la serie.

### Casting
En febrero de 2019 junto con el anunció de la producción de la serie, se anunció que Juno Temple, Yumna Marwan y Raphael Acloque se habían unido al elenco de la serie. En abril de 2019, se anunció que Hugh Skinner, Jean-Marc Barr, Rossy De Palma y Nina Sosanya se habían unido al elenco de la serie. En junio de 2019, se anunció que David Costabile, Amy Landecker y Matt Lauria se habían unido al elenco de la serie.

### Rodaje
La producción de la serie comenzó en marzo de 2019, en lugares como Tarifa (España) y Mánchester (Inglaterra), y finalizó en junio de 2019.

## Lanzamiento

### Distribución
En Europa y Latinoamérica, se estrenará el 14 de febrero de 2021 en STARZPLAY.

## Recepción

### Respuesta crítica
El sitio web del agregador de reseñas Rotten Tomatoes reportó una tasa de aprobación del 60%, basándose en 15 reseñas con una calificación media de 6,67/10. El consenso crítico dice: «El suntuoso estilo de Little Birds atrae la mirada como el plumaje de un pavo real, pero su historia sin rumbo le impide levantar el vuelo».